# Успенська церква (Лютенька)
Успенська церква— цегляна церква (руїни) в селі Лютенька, Гадяцький район, Полтавська область. Була збудована 1686 на кошти гадяцького полковника Михайла Бороховича як родинна усипальня. Пам'ятка архітектури національного значення, охоронний № 588

## Опис
Відноситься до етапних творів архітектури українського Відродження. Мурована, дев'ятидільна, хрещата, п'ятибанна, холодна. Гранчасті рукави просторового хреста увінчані двозаломними верхами. Такий самий і центральний верх, лише з набагато ширшою банею. Одноярусні приміщення у міжрукав'ях квадратні у плані, їх понижені обсяги підкреслюють стрункість і масштабність бічних компартиментів, пірамідальність центричної композиції. Одна з найдосконаліших за пропорціями дев'ятидільних споруд. Відзначалася гармонійністю частин, оригінальністю архітектурного рішення кожної грані, порталів, віконних обрамлень, карнизів тощо. З західного боку був невисокий, оригінальний за формою, двоярусний ґанок у вигляді гранчастої ротонди. У. ц.- одна з рідкісних пам'яток, що у муруванні стін мала внизу дерев'яні бруси — зв'язки, а також залізні затяжки у п'ятах підпружних арок.
Церква була трипрестольна, з приділами в ім'я архангела Михаїла і св. Трійці, мала різьблений п'ятиярусний іконостас, один із найошатніших на Лівобережній Україні (знищений у 1 пол. 20 ст.).
На поч. 19 ст. із заходу споруджено чотириярусну дзвіницю. 1887—1890 її розібрано і натомість збудовано муровану двоярусну дзвіницю в архітектурних формах історизму. Обабіч дзвіниці зведено дві брами, 1й ярус — прямокутний тридільний, 2й — двоповерховий восьмерик із верхнім арочним ярусом дзвону, увінчаним восьмигранним куполом з переломом і ліхтариком.  

## З історії храму
Містечко Лютенка згадується  в 1636 році, коли разом з укріпленнями могла бути зведена і дерев'яна церква. У 1659 році татари Карач-бея (приблизно в грудні 1663р) спалили фортецю і дерев'яну семикупольну церкву. З 1670 Лютенський сотник, з 1687 по 1704 - гадяцький полковник Борохович на попелищі Лютенської фортеці починає будувати кам'яну Успенську церкву. Кінець будівництва 1686 рік.
За даними археології, дерев'яна церква на місці Успенської існувала до 1687 року, коли вівтарна частина кам'яної церкви була зведена точно навколо попередньої споруди.
Гетьман Іван Брюховецький був похований у збудованій ним же Богоявленський церкві в Гадячі, пізніше, як свідчить історик Грановський, прах його перенесли в містечко Лютеньку. Причиною перенесення праху послужило те, що Богоявленська церква в той час була в запустінні. «Зберігся місцевий переказ, що при відкритті могили Брюховецького, для перевезення останків його в м. Лютеньку, труна була знайдена висячою на товстих залізних ланцюгах».  Після перепоховання труна з прахом гетьмана на тих же масивних ланцюгах була прикріплений в склепі під Успенською церквою.
У 1709 році храм відвідує Даніель Крман:  "Шведська гвардія звідси (із Гадяча ред.) вирушила 21 лютого, ми, одначе, відійшли пізніше, 18 березня, і за годину дійшли до монастиря, оточеного ровами й валами. Звідти рушили за вельми лютих морозів і через дві милі дійшли до міста Лютеньки, що теж охоронялось ровами й валами. Від місцевого команданта пана Спаррого одержали вигідну квартиру. Тут ми побачили найкрасивішу, не так давно з каменя збудовану церкву, вівтар котрої коштував майже 20000. Ціла церква коштувала аж 100000 козацьких золотих, з яких кожен золотий коштує десять царських грошей. У своєму житті я ще такого вівтаря не бачив і так би не дивувався, коли б у Козакії міг побачити бодай кілька каменів. Вівтар простирався від одної стіни до другої, височів аж до склепіння, і мав різні статуї, оздоблені золотом і барвистими фарбами. Близько вівтаря показували труп якогось старого, перед століттям шанованого похованого священика, в якого — як вірилось — через надмірну святість аж дотепер збереглося обличчя й волосся. Увечері нас три мужі вшанували триголосним співом, тобто басом і двома дискантами, говорячи, що до вечірнього співу рідко використовуються хлопці."
У 1902 володіла 9 дес. 800 кв. саж. церковної, 34 дес. ружної землі. Мала муровану церковну сторожку, нежитловий будинок, муровану лавку. Діяли бібліотека, церковнопарафіяльна школа (містилася у власному будинку, де розміщувалася також квартира для диякона).
В 1937 році лютенчани стали на захист церкви від намірів більшовицької влади зруйнувати її, 16 вересня 1937 р. вони звернулися до Голови Раднаркому СРСР В. Молотова з листом, в якому наголошувалося: "Фашистські варвари Франко знищують культурні та історичні пам'ятки іспанського народу. В с.Лютеньки Гадяцького району... вороги народу хочуть знищити велику історичну пам'ятку – колишню Успенську церкву. Їй 300 років. Такої немає на всій території Харківської та Полтавської областей. Пам'ятка має велику красу. Вона витримала облогу шведів. Протягом трьохсот років її жаліли. Ми не церковники, але знищення великих історичних пам'яток не можна без гніву спостерігати. Якщо Ви, тов. Голова, не з варварами дикими, то припиніть це дике і сумне явище. Накажіть взяти під охорону цю історичну пам'ятку,колишню Успенську церкву (на момент написання листа уже закриту), і відновити частково збиток, щоб не раділи вороги народу, щоб не ширили незадоволення серед народу. Багато громадян, та горе, що підписатись не можна, бо поламають і понівечать за це. Дайте негайно телеграфом розпорядження". Лист селян залишився без відповіді Голови Раднаркому.
У 1954 поставлена під охорону держави як пам'ятка архітектури. 
У 1955 під керівництвом арх. П. Захарченка розроблено проект реставрації, що передбачав відновлення гіпотетичних первісних форм п'яти верхів, спотворених перебудовою 1890. Окрім власне Михайла Бороховича в Успенській церкві було перепоховано прах гетьмана Івана Брюховецького.

### Церкву було підірвано в 1974 році.
За описом, мала зруйнуватися внаслідок неякісного ремонту.

### Друга половина ХХ століття
У 1983 розібрана дзвіниця.
В 1985 підірвані рештки храму.

### ХХІ століття
У 2008—2010 роках проводилася археологічна експедиція Полтавського національного педагогічного університету імені В. Г. Короленка та Полтавського краєзнавчого музею. На місці церкви археологи знайшли одяг української козацької старшини початку XVIII століття, поховання дружини полковника, унікальну «портретну» ікону та інші унікальні артефакти. 
У 2012 році на місці руїн розпочато будівництво дерев'яного храму протоієреєм Василем (Лило). Храм будується за добровільні пожертви релігійної громади (без генерального спонсора).
У 2015 році відбулося освячення наріжного каменю майбутнього храму по благословінню митрополита Полтавського і Миргородського Філіпа, протоієреєм Степаном (Кавчак), протоієреєм Василем(Лило).

## Галерея

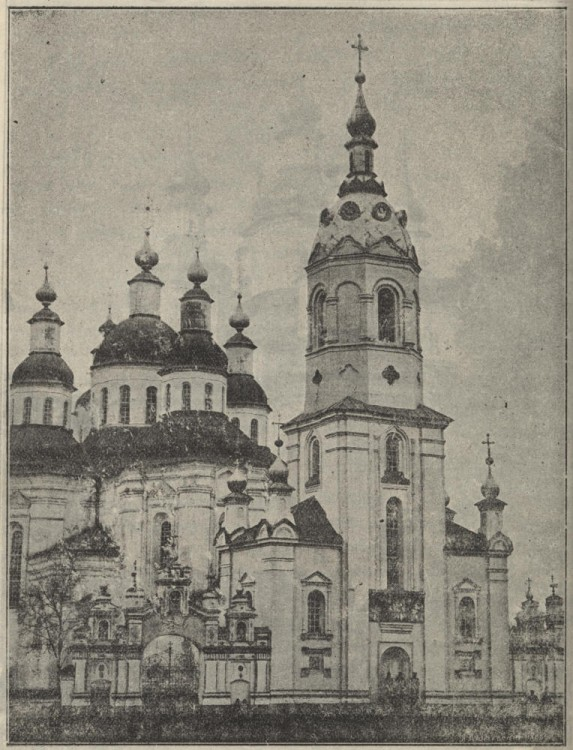
Дзвіниця Успенської церкви (Лютенька)
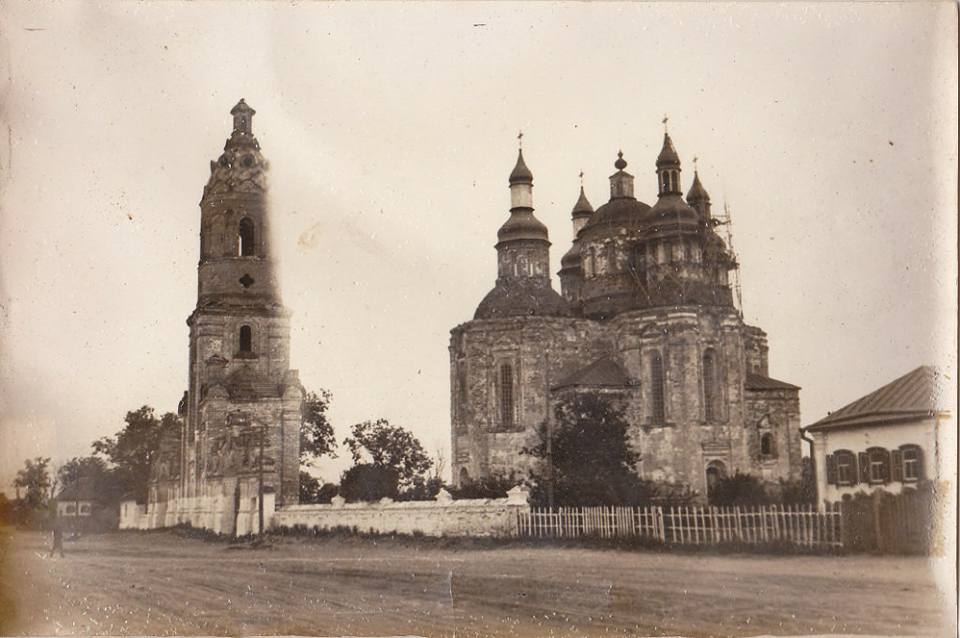
Успенська церква с.Лютенька 1930-ві
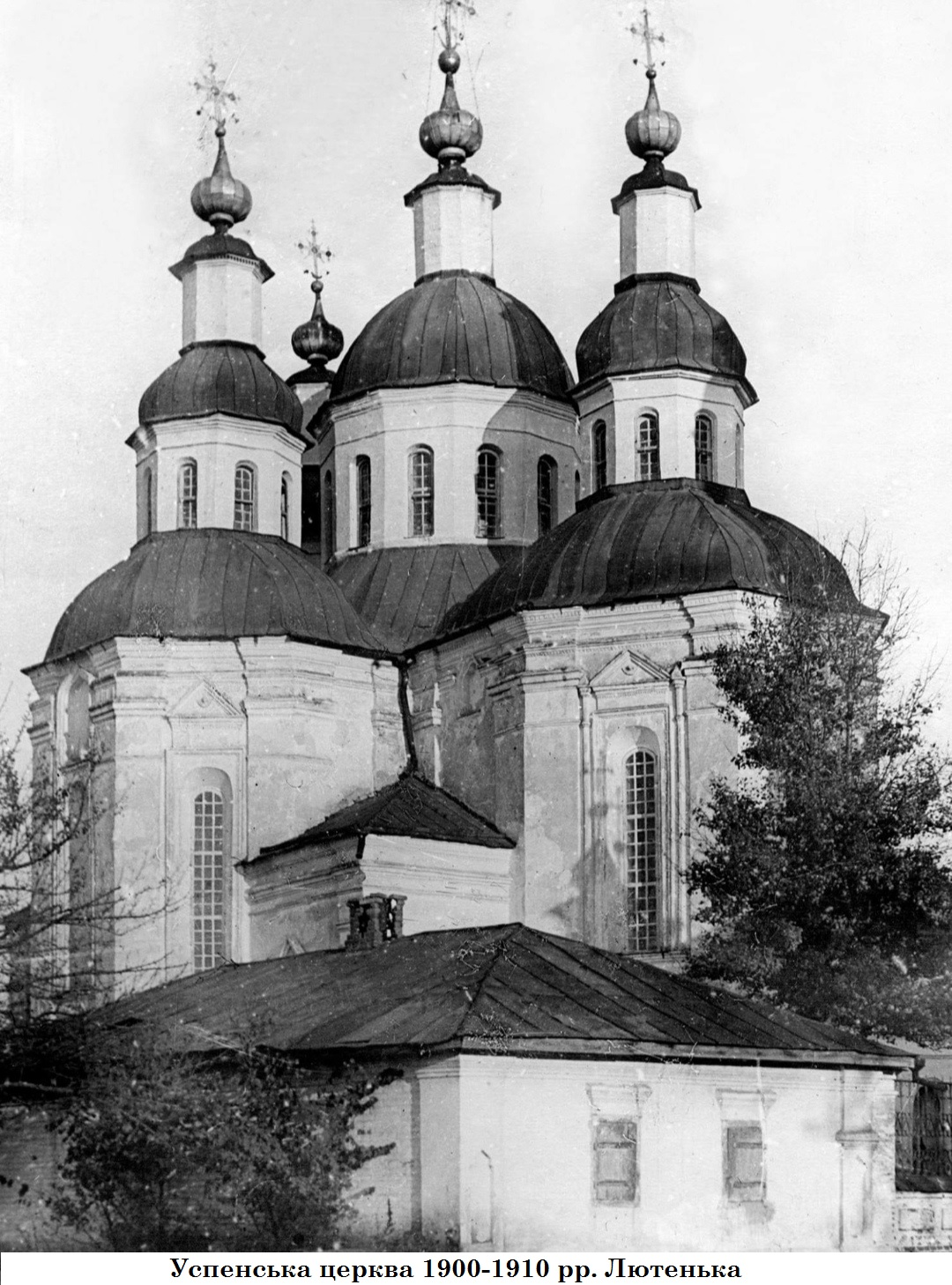
Успенська церква 1900-1910 рр. Лютенька
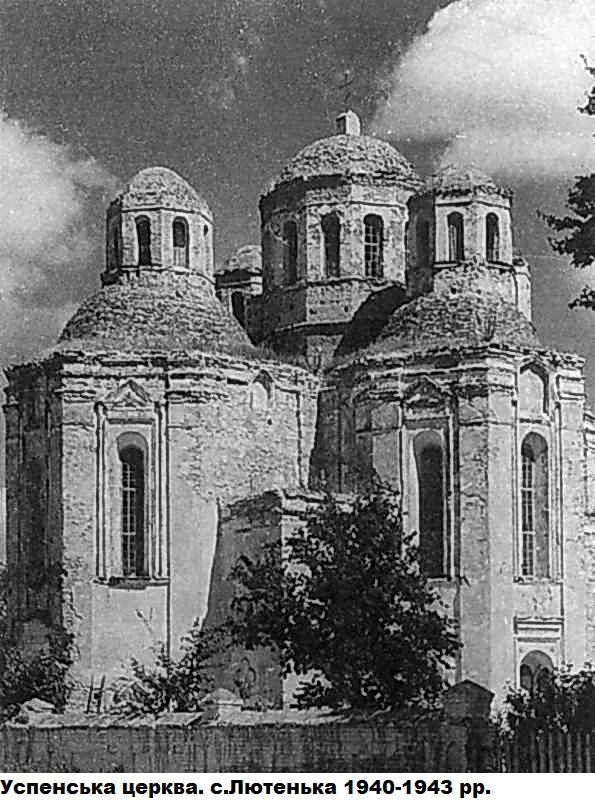
Успенська церква. с.Лютенька 1940-1943 рр.
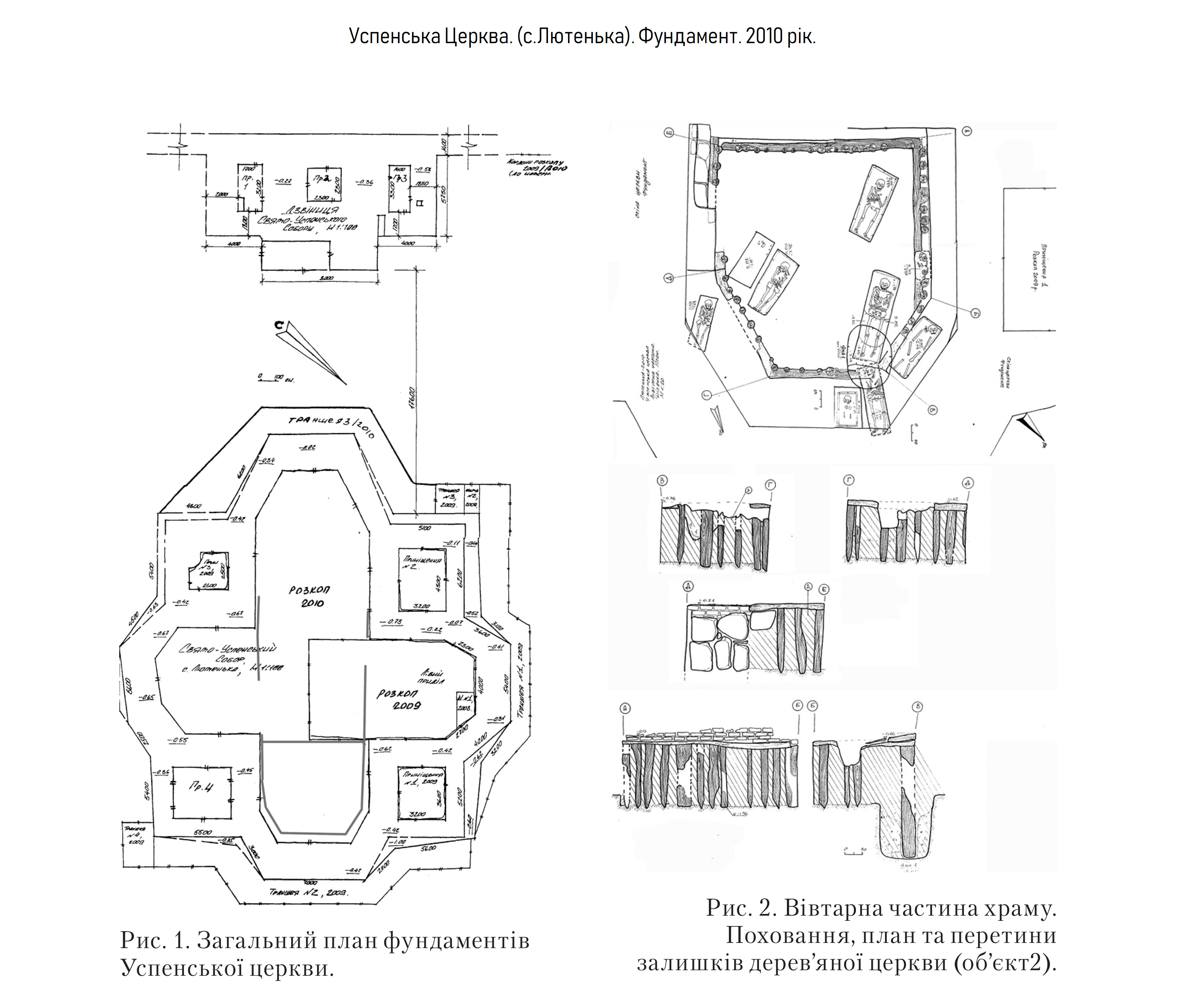
Матеріали XVII ст. з розкопок Успенської церкви Фундамент (Лютенька)
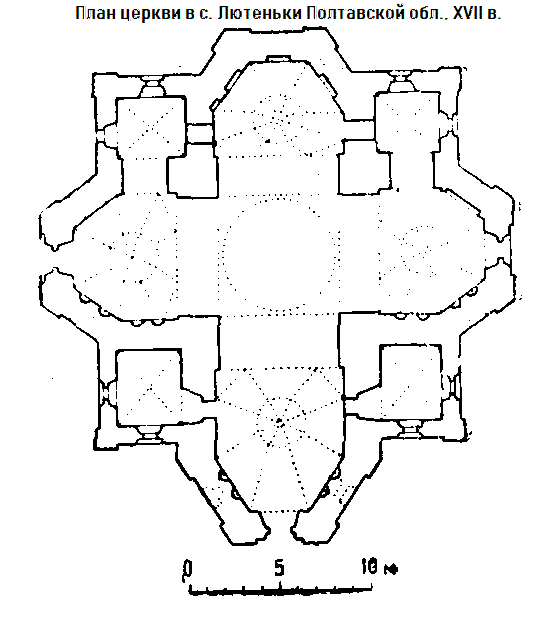
План церкви в с. Лютеньки Полтавської обл., XVII в.
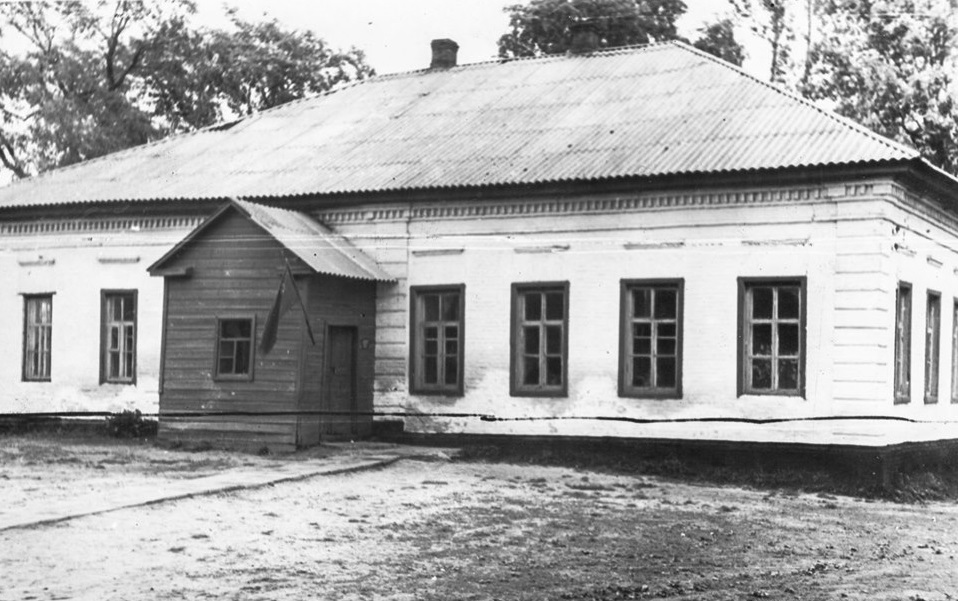
Колишня церковно-приходська школа Успенської парафії села Лютенька.
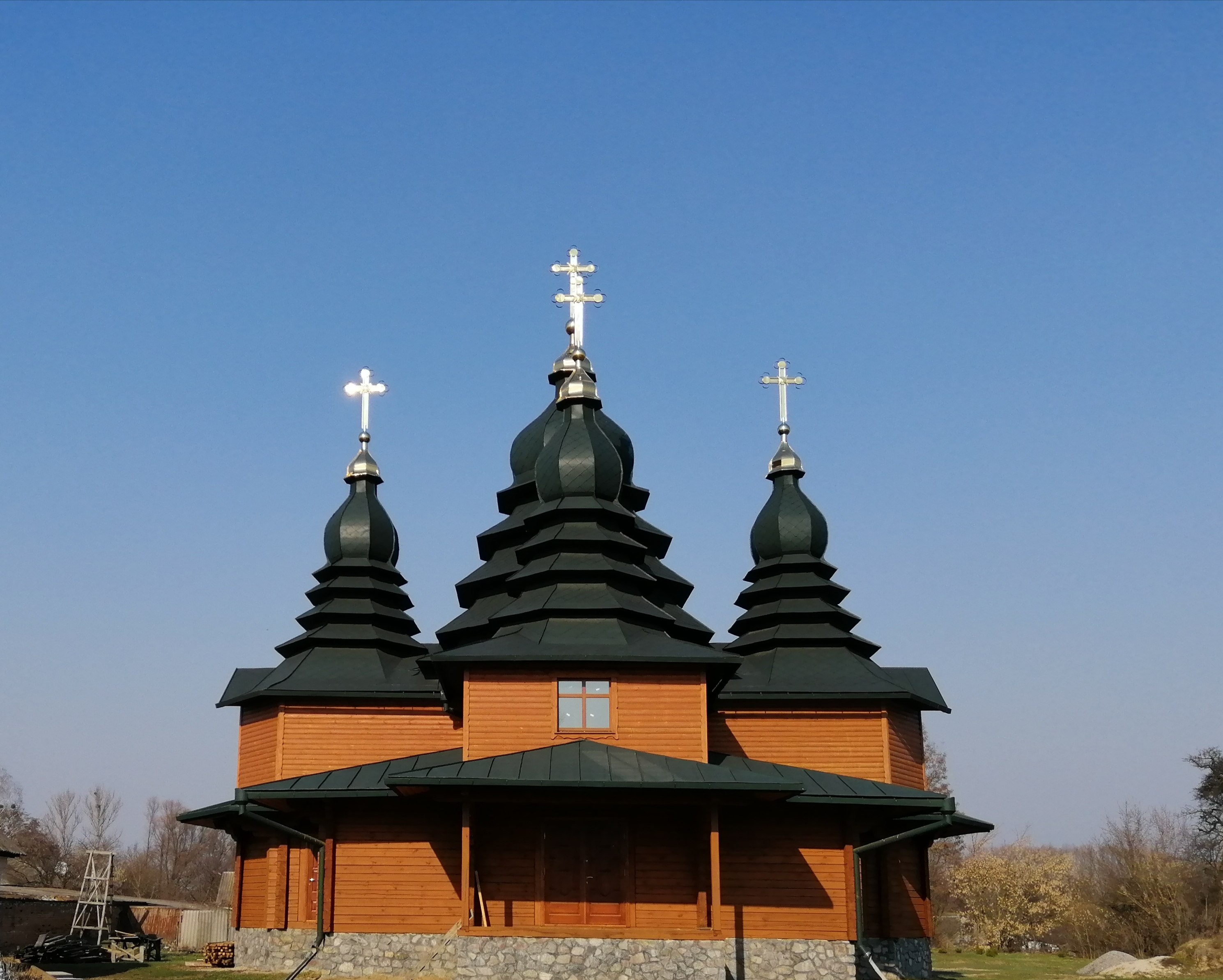
Церква Успіння Пресвятої Богородиці (с.Лютенька)
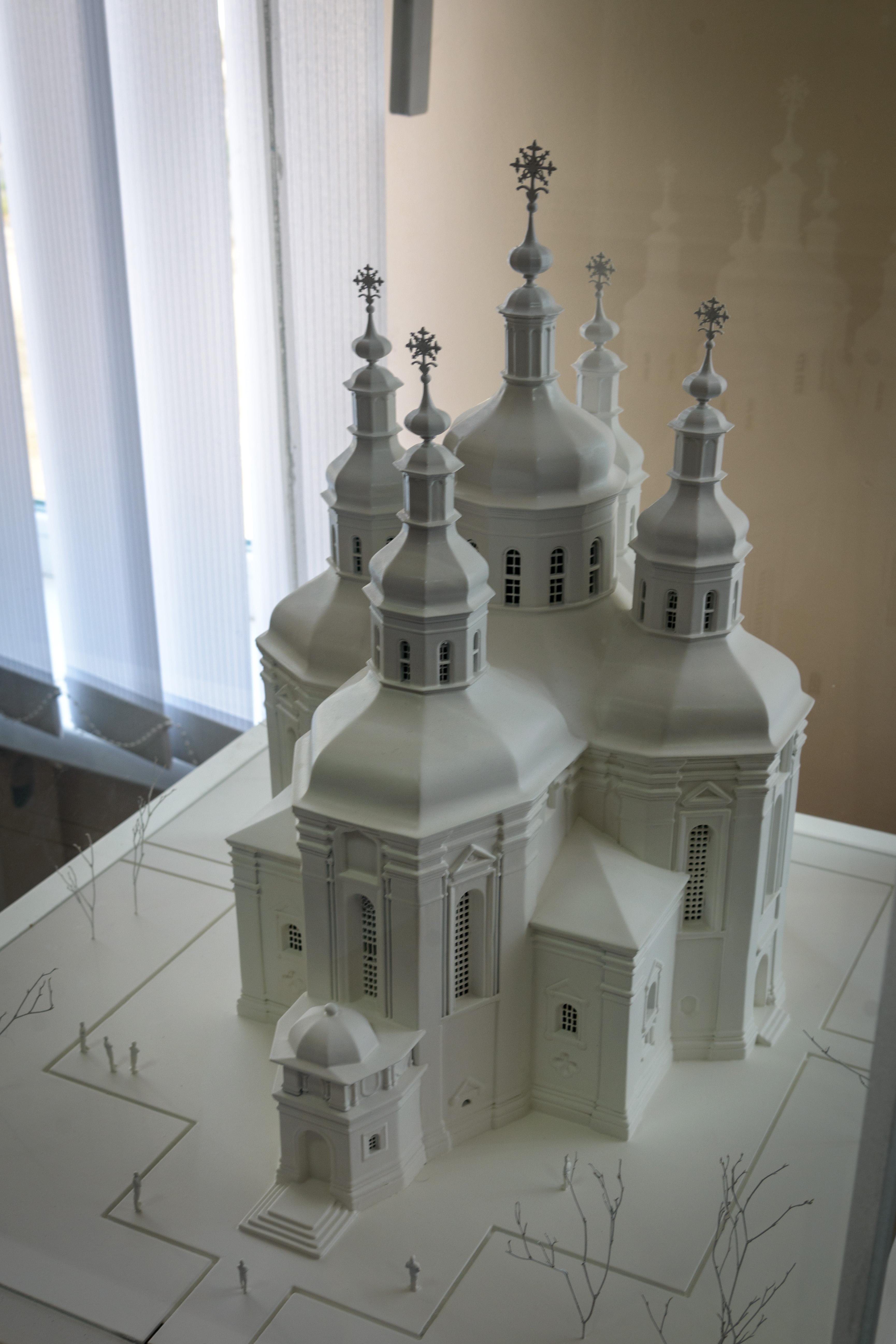
Макет Успенської церкви у шкільному музеї О.Д.Засядька
Бюст гетьман Івана Брюховецького розташований на церковному подвір'ї.
Фундатор храму Борохо́вич Миха́йло Андрі́йович

## Клірики
Мирон Сулименко, Петро Цуцмай, Василь Курдиновський (пом. 1782), Іваницький Василь,Данило Федорович Засядько (пом. 1800), Манасія Васильович Курдиновський (пом. 1809), Яснопольський Ермоген Якимович (до 1848, помер в цей же рік), Василь Засядько ( з 1948), Іван Д'яконенко (1865), Петро Сєчин (1865), Григорій Микитович Кирієв (1902, у сані з 1868, нагороджений наперсним хрестом 1898), Яременко Яків (з 6.01.1895), Тимошевський Константин (1902). 
Андрій Миколайович Войтенко (1912), роки життя(1882-1937). Був активним прихильником автокефалії Української церкви. Заарештований 10 жовтня 1937 р. Засуджений Особливою трійкою при УНКВС Полтавської обл. 2 грудня 1937 р. за ст. 54-10 ч. 1 КК УРСР до розстрілу. Реабілітований Полтавською обласною прокуратурою 11 вересня 1989 р.
Диякон -Полікарп Жуковський(1865), пономарь - Семен Рогозянський(1865). 
Дійсні члени Православного общества Полтавського відділення, які приписані до Успенської церкви(1898): священник Григорій Кирєєв, козак Ілько Дмитрович Велічай. 

#### Церковні старости
- 1863-1875рр. - козак Гринь Яків Михайлович
- 1893р. - козак Царицан Андрій
- 1913р. - козак Пищалка Іван
- 1916р. - козак Коваленко Палладій.